# Kanton Le Gosier
Kanton Le Gosier (francouzsky Canton du Gosier) je francouzský kanton v departementu Guadeloupe v regionu Guadeloupe. Byl ustaven v roce 2015 a tvoří ho část obce Le Gosier.